# Михалево (Малоярославецкий район)
Михалево — деревня в Малоярославецком муниципальном районе Калужской области в составе сельского поселения «Село Недельное».

## Население
| 2002 | 2010 |
| ---- | ---- |
| 3    | ↘1   |